# International Association of Botanic Gardens
L’International Association of Botanic Gardens (IABG) (ou Association internationale des jardins botaniques) a été fondée en 1954 et est affiliée à l’International Union of Biological Sciences (IUBS) comme une commission de l’International Association of Botanical and Mycological Societies (IABMS).
Les buts de l’IABG sont :
- La promotion de la coopération internationale entre jardins botaniques, arboretums et institutions similaires dont le but est la conservation des plantes vivantes ;
- La promotion de l'étude taxinomique des plantes ;
- La promotion de la diffusion d'information et de spécimens entre les jardins botaniques et les institutions similaires ;
- La promotion de la conservation des espèces grâce à la culture ;
- La promotion de l'introduction d'espèces utiles ;
- La promotion de la conservation des habitats ;
- Et, enfin, la promotion de l’horticulture comme loisirs et comme science.